# سیارک ۱۰۰۱۵
سیارک ۱۰۰۱۵ (به انگلیسی: 10015 Valenlebedev، نامگذاری:1978SA5) ده هزار و پانزدهمین سیارک کشف شده‌است که در ۲۷ سپتامبر ۱۹۷۸ کشف شد.
قدر مطلق سیارک برابر ۱۳٫۵ است.